# Xã Fairbanks, Quận Renville, Bắc Dakota
Xã Fairbanks (tiếng Anh: Fairbanks Township) là một xã thuộc quận Renville, tiểu bang Bắc Dakota, Hoa Kỳ. Năm 2010, dân số của xã này là 37 người.